# Michael Hohnstedt
Michael Hohnstedt (Ostercappeln, 3 mei 1988) is een Duits voormalig voetballer die doorgaans speelde als linksback. Tussen 2007 en 2019 was hij actief voor Arminia Bielefeld II, VfB Lübeck, Sportfreunde Lotte, VfL Osnabrück, opnieuw Sportfreunde Lotte en Schwarz-Weiß Rehden.

## Clubcarrière
Hohnstedt startte zijn carrière in de jeugdopleiding van Union Varl. Via VfB Fabbenstedt en Preußen Espelkamp, twee lokale amateurclubs, kwam hij terecht in de jeugdopleiding van Arminia Bielefeld. Daar stroomde de verdediger in 2007 in bij het tweede elftal, dat destijds uitkwam in de Oberliga Westfalen. Na twee jaar tekende Hohnstedt bij VfB Lübeck, waar hij een vaste waarde bleef. Na opnieuw een periode van twee seizoenen kwam de volgende transfer; Sportfreunde Lotte werd de nieuwe werkgever van Hohnstedt. Hij promoveerde in 2013 met die club bijna naar de 3. Liga, maar in de beslissende play-offwedstrijd struikelde Lotte over RB Leipzig. In de zomer van 2013 vertrok Hohnstedt met zijn voormalige Lotte-coach Maik Walpurgis naar VfL Osnabrück, waar hij zijn professionele debuut mocht maken. In 2017, nadat hij vier jaar lang overwegend als basisspeler had gefungeerd bij Osnabrück, werd zijn contract niet verlengd. Hierop keerde hij terug naar Sportfreunde Lotte. Een jaar en negen competitiewedstrijden later verkaste Hohnstedt naar Schwarz-Weiß Rehden. Medio 2019 zette hij een punt achter zijn actieve loopbaan.